# Стрик, Решад
Решад Стрик (англ. Reshad Strik; род. 22 июня 1981, Канберра, Австралия) — австралийский актёр.

## Биография
Решад Стрик родился 22 июня 1981 года в Канберре, Австралия, и был четвёртым сыном в семье боснийца и австралийки. Его отец, иммигрант-мусульманин из Югославии, четыре года дружил со своей будущей женой (дочерью высокопоставленного австралийского судьи), которая, будучи воспитанной в католической вере, впоследствии перешла в ислам. Решад и его братья были единственными мусульманами в своём районе. В 2004 году окончил Австралийскую академию драматического искусства.
В 2004 исполнил одну из центральных ролей в пьесе «Чёрная скала» драматурга Ника Энрайта, поставленной театральным режиссёром Марком Констеблем (премьера прошла 12 мая в театре Pilgrim Theatre в Сиднее). Начинающий актёр тогда воплотился в роль Рикко, молодого насильника и убийцы.
В 2005 снялся в клипе «A Public Affair» певицы Джессики Симпсон, который срежиссировал Бретт Ратнер.
В 2013 с актёром, на тот момент не знавшим турецкого языка, связались турецкие продюсеры. Ему были предложены роли в нескольких высокобюджетных проектах, одним из которых стал телесериал «Возрождение: Эртугрул». Решад Стрик исполнил роль рыцаря-тамплиера Клаудиуса, который был послан убить богослова Ибн Араби, но впоследствии становится его учеником и принимает ислам.

## Личная жизнь
В 2010 году женился на боснийке Сабине Питич (босн. Sabina Pitić), церемония бракосочетания прошла в Сараево. У пары двое детей: дочь Мерьем (род. 2012) и сын Омер (род. 2014).
Журналистка Сара Кхан в статье для газеты «The New York Times» в 2019 году упоминает, что актёр Решад Стрик, живущий на тот момент в Сараево, является владельцем кофейни «Ministry of Ćejf», расположенной в историческом центре города.

## Фильмография
| Год       |   | Русское название      | Оригинальное название | Роль                       |
| --------- | - | --------------------- | --------------------- | -------------------------- |
| 2007      | ф | У холмов есть глаза 2 | The Hills Have Eyes 2 | рядовой Майкл «Мики» Элрод |
| 2008      | ф | Ньюкасл               | Newcastle             | Виктор Хофф                |
| 2014—2015 | с | Великий сыщик Филинта | Filinta               | Зюльфю                     |
| 2015      | с | Возрождение: Эртугрул | Diriliş: Ertuğrul     | Клаудиус / Омер Альп       |
| 2017      | ф | Мотылёк               | Papillon              | тюремный охранник          |